# Anton Levec
Anton Levec, slovenski pravnik in publicist, * 13. junij 1852, Radomlje, † 15. junij 1936, Ljubljana.
Levec je leta 1877 končal študij prava na Dunaju in nato do upokojitve 1914 delal v pravosodju v Ljubljani, Sevnici in Novem mestu. Bil je med ustanovitelji društva Pravnik. Strokovne članke o civilnem procesnem pravu je objavljal v Slovenskem pravniku. Prizadeval se je za kakovost uradovalne slovenščine in leta 1889 izdal delo Obrazci k občemu sodnemu redu I.